# Onthophagus lucasi
Onthophagus lucasi là một loài bọ cánh cứng trong họ Bọ hung (Scarabaeidae).